# Cuza Vodă (gmina Salcia Tudor)
Cuza Vodă – wieś w Rumunii, w okręgu Braiła, w gminie Salcia Tudor. W 2011 roku liczyła 824 mieszkańców.